# Фейсал Аль-Гамді
Фейсал Аль-Гамді (араб. فيصل الغامدي, нар. 13 серпня 2001, Ед-Даммам) — саудівський футболіст, півзахисник клубу «Аль-Іттіфак» та національної збірної Саудівської Аравії.

## Клубна кар'єра
Народився 13 серпня 2001 року в місті Ед-Даммам. Вихованець футбольної школи клубу «Аль-Іттіфак». Дорослу футбольну кар'єру розпочав 2021 року в основній команді того ж клубу, в якій провів два сезони, взявши участь у 30 матчах чемпіонату.
7 вересня 2023 року Аль-Гамді приєднався до «Аль-Іттіхада», уклавши п'ятирічний контракт.

## Виступи за збірні
Представляв Саудівську Аравію на юнацькому і молодіжному рівнях, з якою брав участь у юнацькому (U-19) чемпіонаті Азії 2020 року та Кубку арабських країн U-20 2020 року. Згодом з командою до 23 років взяв участь у Іграх ісламської солідарності 2021 року, де зіграв 4 матчі, а «зелені соколи» фінішували на другому місці, заробивши срібну медаль. Наступного року Аль-Гамді також був включений до складу команди, яка виграла чемпіонат Західної Азії U-23 2022 року.
6 січня 2023 року дебютував в офіційних матчах у складі національної збірної Саудівської Аравії під час Кубка націй Перської затоки проти Ємену (2:0), вийшовши на заміну замість Мусаба аль-Джувейра на 90-й хвилині.
У складі збірної був учасником кубка Азії з футболу 2023 року у Катарі, де забив гол у грі групового етапу проти Киргизстану (2:0).
| Дата       | Місто     | Господарі         | Результат | Гості             | Турнір                                      | Голи | Примітки |
| ---------- | --------- | ----------------- | --------- | ----------------- | ------------------------------------------- | ---- | -------- |
| 6-1-2023   | Басра     | Ємен              | 0 – 2     | Саудівська Аравія | Кубок націй Перської затоки 2023 — 1-й етап | -    | 90'      |
| 13-10-2023 | Портіман  | Саудівська Аравія | 2 – 2     | Нігерія           | товариський матч                            | -    | 45'      |
| 16-11-2023 | Ед-Даммам | Саудівська Аравія | 4 – 0     | Пакистан          | Відбір до ЧС 2026                           | -    | 64'      |
| 19-11-2023 | Амман     | Йорданія          | 0 – 2     | Саудівська Аравія | Відбір до ЧС 2026                           | -    | 82'      |
| 16-1-2024  | Доха      | Саудівська Аравія | 2 – 1     | Оман              | Кубок Азії 2023 - 1-й етап                  | -    | 83'      |
| Усього     |           | Матчів            | 5         |                   | Голів                                       | 0    |          |